# ティプトン郡 (インディアナ州)
ティプトン郡（ティプトンぐん、英: Tipton County）は、アメリカ合衆国インディアナ州の中央部、州都インディアナポリス市の北に位置する郡である。1844年に設立され、インディアナ州の郡としては開拓が遅かった方である。2010年国勢調査での人口は15,936人であり、2000年の16,577人から3.9％減少した。郡庁所在地はティプトン市（人口5,106人）であり、同郡で人口最大の都市でもある。
郡内には4つの法人化された都市と町があり、その総人口は約7,000人である。また多くの小さな未編入町もある。郡内は6つの郡区に分かれ、それぞれ地方サービスを行っている。郡内をインディアナ州道3本、アメリカ国道1本が通っている。また鉄道は2路線が通っている。

## 歴史
ティプトン郡となった地域にインディアン以外の開拓者が到着した1830年代より以前は、マイアミ族とデラウェア族インディアンが住んでいた。
ティプトン郡は1844年に設立された。郡名は1811年のティッペカヌーの戦いで戦った軍人ジョン・ティプトンに因んで名付けられた。ティプトンは1831年から1839年に死ぬ直前まで、インディアナ州選出のアメリカ合衆国上院議員を務めた。

### 郡庁舎
ティプトン郡の初代郡庁舎は2階建て、木枠組みの建物だった。1845年初期に計画され、約1,200ドルを掛けて同年末に完成した。翌年拡張された。1858年までに新しい郡庁舎が必要になり、約15,000ドルを掛けて新しく煉瓦造りの庁舎が完成した。
現庁舎はアドルフ・シェアラーの設計によっている。シェアラーは建築家エドウィン・メイが1880年に死亡したときにインディアナ州議会議事堂の建設工事を引き継いだ。この工事が完成してから5年後の1888年、ティプトン郡庁舎の仕事に取りかかった。建物は砂岩造り、ロマネスク様式で、地上からの高さ206フィート (63 m) の時計塔があり、その上には国旗掲揚塔があった。工事は1893年から1894年に170,988ドルを掛け、インディアナポリス市のピアース・アンド・モーガンが行った。1890年代に建設され、現在も使われているロマネスク様式の建物は数少なくなっており、その1つとなっている。

## 地理

ティプトン郡図

ティプトン郡はインディアナ州の中央部に位置している。州都インディアナポリス市があるマリオン郡とは南のハミルトン郡を隔てて近接している。北にはハワード郡、西にはクリントン郡、東にはマディソン郡がある。東側郡境の北側、長さ2マイル (3.2 km) ほどがグラント郡と接している。
郡内の土地の大半が平坦な漂礫土平原であり、標高は850フィート (259 m) から900フィート (274 m) の間にある。インディアン以外の者が入ってくる以前はほとんど深い森に覆われており、オーク、ブナ、カエデ、クルミ、ヒッコリー、プラタナス、ユリノキが自生していた。郡南部は自然の排水が良く、まず農業用地として開墾された。残り部分の多くは平坦であり、十分な水路が無かったために湿地が多く、農地にするためには排水路を掘る必要があった。
アメリカ合衆国国勢調査局に拠れば、郡域全面積は260.57平方マイル (674.9 km2)であり、このうち陸地260.54平方マイル (674.8 km2)、水域は0.03平方マイル (0.078 km2)で水域率は0.01％である。

### 交通

#### 主要高規格道路
郡内に州間高速道路は通っていない。 アメリカ国道31号線が郡西部を通っており、北のハワード郡のコーコモーから郡内に入り、南のハミルトン郡とインディアナポリス市に通じている。 インディアナ州道28号線が郡庁所在地のティプトン市を抜けている。 インディアナ州道213号線は郡東部を南北に走っており、ウィンドフォールの町を通っている。
他に3本の州道が郡内に入らないまでも南東隅を掠めている。 インディアナ州道13号線と インディアナ州道37号線がルートを共有し、東隣マディソン郡エルウッドに向かっている。この道路がティプトン郡の隅を掠める地点は インディアナ州道128号線の西側終端である。

#### 鉄道
ノーフォーク・サザン鉄道の2路線が郡内を通っている。1つは東のマンシー市と西のフランクフォート市を繋いでいる。もう1つは、北のローガンズポート市およびコーコモー市と南のインディアナポリス市とを繋いでいる。この2路線はティプトン市で交差している。

## 気候と気象
ティプトン郡は州内大半の地域と同様湿潤大陸性気候にあり、ケッペンの気候区分は"Dfa"である。冬は寒く、乾期が無く、夏は暑い。
近年、郡庁所在地であるティプトン市の平均気温は1月の15°F (-9 ℃) から7月の83°F (28 ℃) まで変化している。過去最低気温は1994年1月に記録された-25°F (-32 ℃) であり、過去最高気温は1999年7月に記録された98°F (37 ℃) である。月間降水量は2月の1.67インチ (42 mm) から6月の4.24インチ (108 mm) まで変化している。1950年から2009年の間で、郡内では13個の竜巻が発生した。死者2人、負傷者も数人が出ており、被害総額は300万ドル以上と推計されている。

## 経済
ティプトン郡経済は7,169人の労働力に支えられているが、2011年9月時点の失業率は8.8％だった。

## 教育
ティプトン郡には6つの学校があり、3つの学校法人が管轄している。ティプトン・コミュニティ学校法人には全てティプトン市内に小中高校各1校があり、2009年から2010年の学校年では児童・生徒数1,821人である。郡北部はトリ・セントラル・コミュニティ学校法人があり、いずれもシャープスビル町に小学校1校と中・高統合校1校がある。同年度の児童・生徒数970人である。セントジョン・ザ・バプテスト学校はティプトン市にあり、ラファイエット・カトリック学校教区に属している。小学校であり、同年度の児童数は82人だった。

## 郡政府
郡政府は憲法による政体であり、インディアナ州憲法とインディアナ州法典によって特別の権力を認められている。

### 郡政委員会
郡政委員会は郡政府の立法府であり、郡の歳出や歳入を管理している。委員は郡内の選挙区から選出され、任期は4年間である。給与、年間予算、特別支出を設定する責任がある。郡レベルで所得税や資産税、消費税、サービス税を課する限定付き権限があるが、所得税と資産税は州の承認を要する。

### 行政委員会
行政委員会は郡政府の行政府である。委員は郡全体を選挙区に選出され、任期は4年間で2年毎に半数が改選される。委員の一人、通常は最も経験のある者が議長になる。行政委員会は郡政委員会が決めた法を実行し、税金を集め、郡政府の日々の機能を管理する責任がある。

### 郡裁判所
郡は幾らかの民事訴訟を扱うことのできる小規模裁判所を維持している。判事は4年間任期で選出され、インディアナ州法廷弁護士協会の会員でなければならない。判事を補助するのがコンスタブルと呼ばれる法執行官であり、やはり4年間任期で選出される。特定の事件における判決に対しては、州レベルの巡回裁判所に控訴できる。

### 郡政府役人
上記以外に、保安官、検視官、監査官、財務官、登記官、測量士および巡回裁判所事務官が選挙で選ばれている。任期は4年間であり、郡政府の異なる部門を監督している。郡政府に選ばれる役人は支持政党を公にすることが求めら、また郡の住人でなければならない。
各郡区には消防と救急サービスを管理し、生活保護と墓地の管理などを行う委託者がいる。これを3人の委員からなる郡区委員会が補助する。委託者と郡区委員は4年間任期で選出される。
ティプトン郡はアメリカ合衆国下院議員インディアナ州第5選挙区に属している。インディアナ州議会上院では第20および第21選挙区に属しており、下院では第32および第35選挙区に属している。

## 人口動態
以下は2000年の国勢調査による人口統計データである。
| 基礎データ - 人口: 16,577人 - 世帯数: 6,469 世帯 - 家族数: 4,748 家族 - 人口密度: 25人/km2（64人/mi2） - 住居数: 6,848軒 - 住居密度: 10軒/km2（26軒/mi2） 人種別人口構成 - 白人: 98.35% - アフリカン・アメリカン: 0.14% - ネイティブ・アメリカン: 0.22% - アジア人: 0.30% - 太平洋諸島系: 0.01% - その他の人種: 0.33% - 混血: 0.65% - ヒスパニック・ラテン系: 1.21% 先祖による構成 - アメリカ人：33.1％ - ドイツ系：22.8％ - イギリス系：12.7％ - アイルランド系：7.3％ | 年齢別人口構成 - 18歳未満: 25.0% - 18-24歳: 7.2% - 25-44歳: 28.1% - 45-64歳: 25.1% - 65歳以上: 14.5% - 年齢の中央値: 38歳 - 性比（女性100人あたり男性の人口） - 総人口: 95.7 - 18歳以上: 91.6 世帯と家族（対世帯数） - 18歳未満の子供がいる: 32.5% - 結婚・同居している夫婦: 62.3% - 未婚・離婚・死別女性が世帯主: 7.7% - 非家族世帯: 26.6% - 単身世帯: 23.1% - 65歳以上の老人1人暮らし: 11.2% - 平均構成人数 - 世帯: 2.53人 - 家族: 2.97人 収入と家計 - 収入の中央値 - 世帯: 48,546米ドル - 家族: 56,080米ドル - 性別 - 男性: 42,109米ドル - 女性: 25,061米ドル - 人口1人あたり収入: 21,926米ドル - 貧困線以下 - 対人口: 5.1% - 対家族数: 2.9% - 18歳未満: 4.5% - 65歳以上: 8.8% |

### 収入

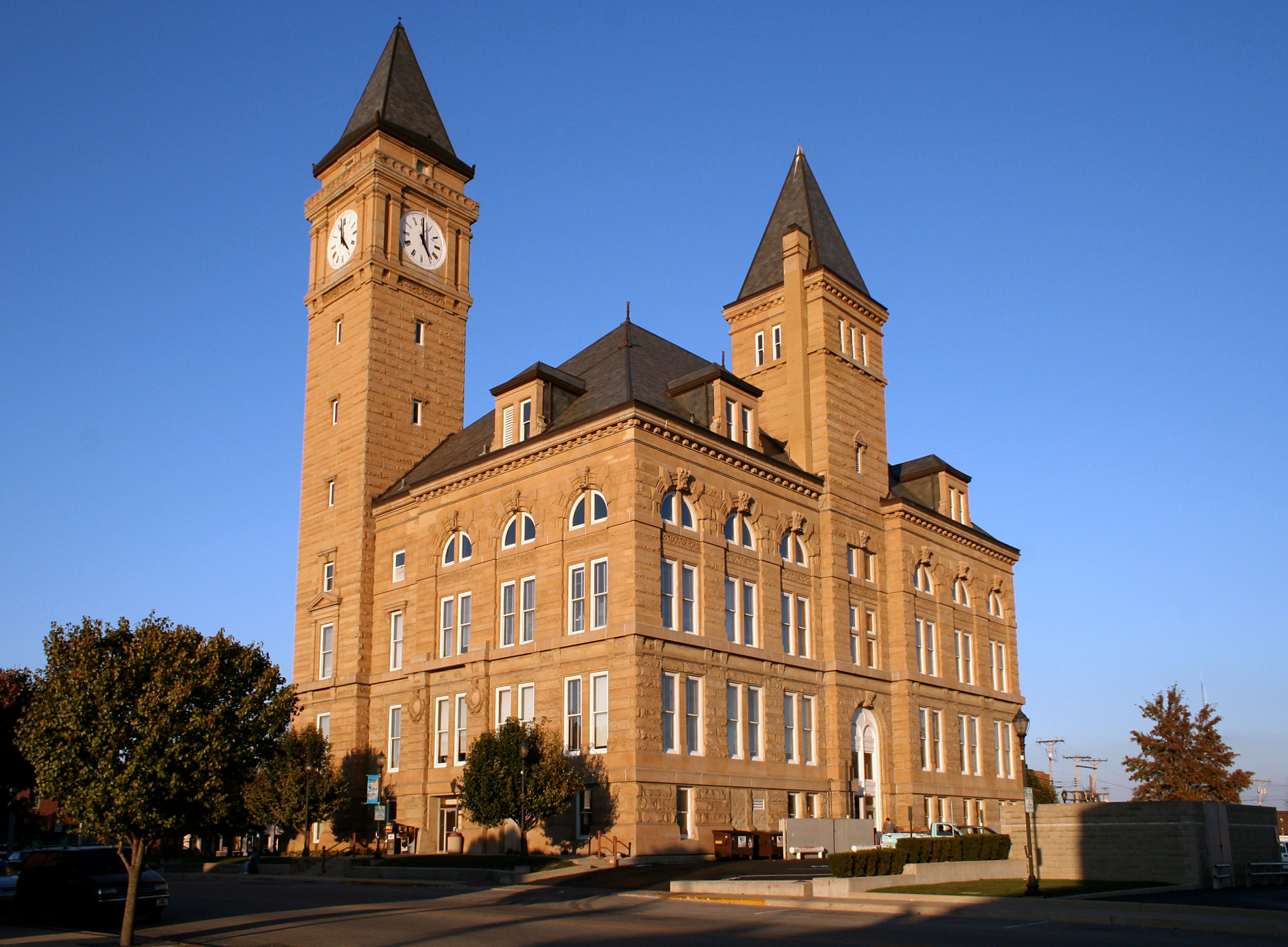
郡庁舎側面

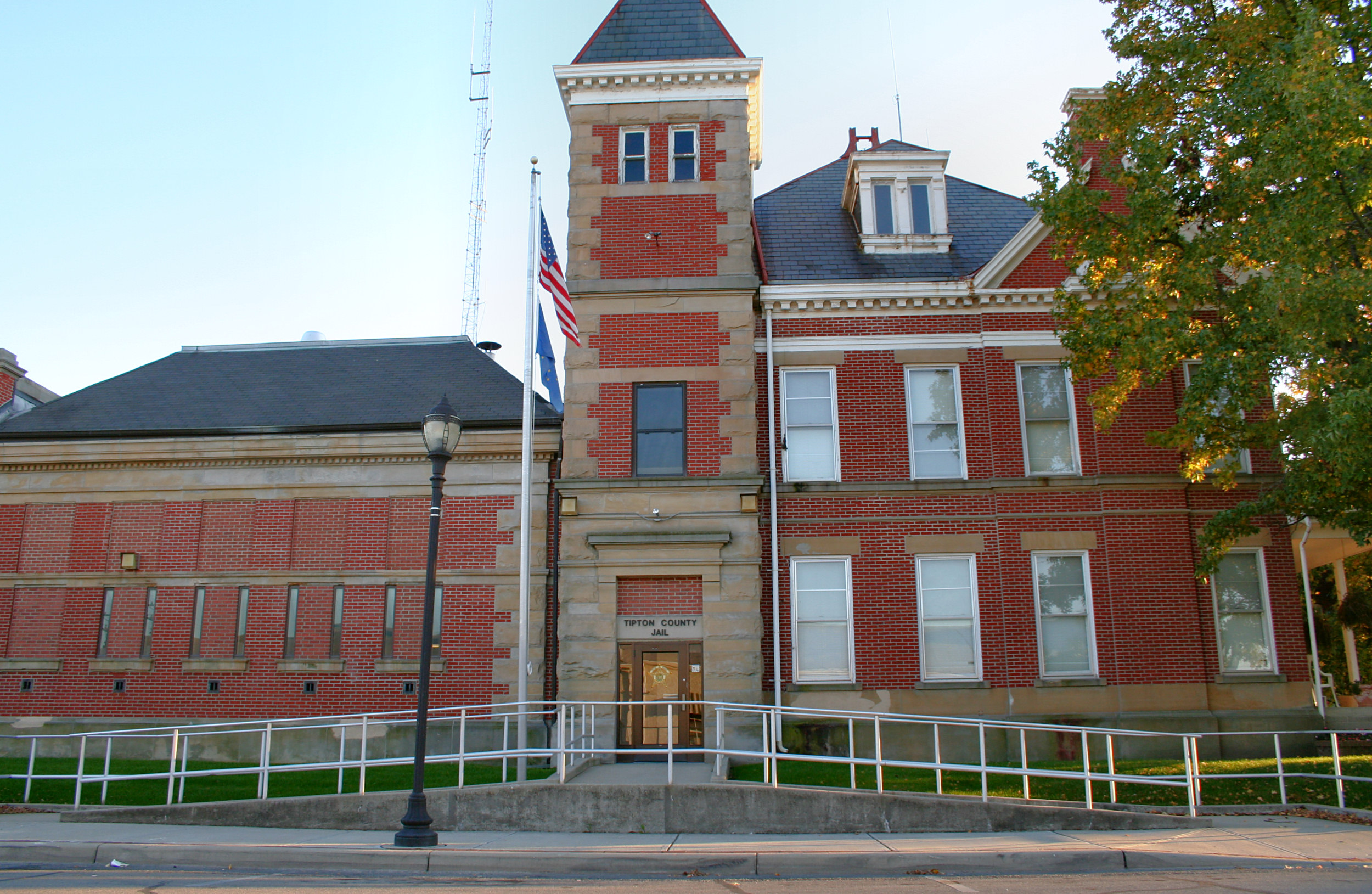
ティプトン郡監獄

## 郡区
ティプトン郡は6つの郡区に分割されている。すなわちシセロ、ジェファーソン、リバティ、マディソン、プレーリー、ワイルドキャットの各郡区である。

## 都市と町
郡内には4つの法人化された都市と町がある。最大の都市はティプトン市である。郡の中心に近く、郡庁所在地である。2010年の人口は5,106人だった。ケンプトン町は西側のジェファーソン郡区にあり、人口は335人である。シャープスビル町は北部のリバティ郡区にあり、人口は607人である。北東部のワイルドキャット郡区にはウィンドフォールシティ町があり、人口は708人である。東隣マディソン郡のエルウッド市が一部郡境を越えて郡内に入っている。ティプトン郡内の住人数は2000年時点で7人だった。

### 未編入の町
郡内には下記の様な多くの小さな未編入町もある。
| - イーストユニオン - イーキン - ゴールドスミス - グルームズビル | - ホッブス - ジャクソンステーション - ネバダ - ニューランカスター | - ノーマンダ - ティーターズバーグ - カーティスビル - ウェストエルウッド |

## 著名な出身者
- チャールズ・ベンジャミン・"ベーブ"・アダムズ、1882年ティプトン市生まれ。メジャーリーグベースボールの投手となり、1906年にセントルイス・カージナルスで1試合登板した以外は、ピッツバーグ・パイレーツでプレイした。1926年に引退した。1968年に86歳で死亡した[45]。

- ジョン・バンチ、1921年ティプトン市生まれ。ジャズピアニスト。10代のときに地元のクラブで演奏し、ウディ・ハーマン、ベニー・グッドマン、メイナード・ファーガソン等とバンドを組んで演奏するようになった。多くのオリジナル曲を作曲し、2010年初期まで演奏を続けた。 最後の演奏を行った後、マンハッタンで死去した。88歳だった[46]。

## 原註
1. ↑  A $1,200 capital expense in 1845 would be roughly equivalent to $602,000 in 2010.[11]
2. ↑  A $15,000 capital expense in 1858 would be roughly equivalent to $5,200,000 in 2010.[11]
3. ↑  A $171,000 capital expense in 1894 would be roughly equivalent to $39,000,000 in 2010.[11]